# Héroes de hoy
Héroes de hoy es una película de Argentina dirigida por Enrique Dawi sobre su propio guion escrito según el argumento de Solly y Enrique Dawi que se produjo en 1960 pero nunca fue estrenada comercialmente y que tuvo como protagonistas a Luis Dávila, Nathán Pinzón, Fidel Pintos, José Maurer, Virginia Lago y Raúl Ricutti. Fue la segunda película de Dawi y se vio en televisión.

## Sinopsis
Un grupo de asaltantes roba en una editorial de fotonovelas y se refugia en un pueblo junto al mar.

## Reparto
- Luis Dávila
- Nathán Pinzón
- Fidel Pintos
- José Maurer
- Virginia Lago
- Raúl Ricutti
- Erika Wallner
- Pilar Gómez
- Mario Amaya
- Cayetano Biondo
- Alicia Paz
- Alicia del Río
- David Lederman
- Juan Carlos Cáceres
- Juano Costa
- Cacho Espíndola
- Julio Celada
- Ricardo Peña
- Rubén Prósperi
- Ángel Espiño
- Martín Andrade
- Sergio Corona

## Comentarios
En 1988 Clarín dijo sobre el filme:

”Comedia de contenido en la que buceaba –desde la óptica de la sátira- en el género policial y en la fotonovela.”